# Еріх Брунер
Еріх Брунер (нім. Erich Brunner; 11 грудня 1885 , Плауен, Саксонське королівство  — 16 травня 1938 , Цюрих ) — швейцарський шаховий композитор; теоретик логічної школи в задачі. Автор низки тем, найвідоміші з яких присвячені перетину ліній дії фігур (див. Тема Брунера — Новотного, Тема Брунера — Тертона та інші).